# Landkreis Zellerfeld

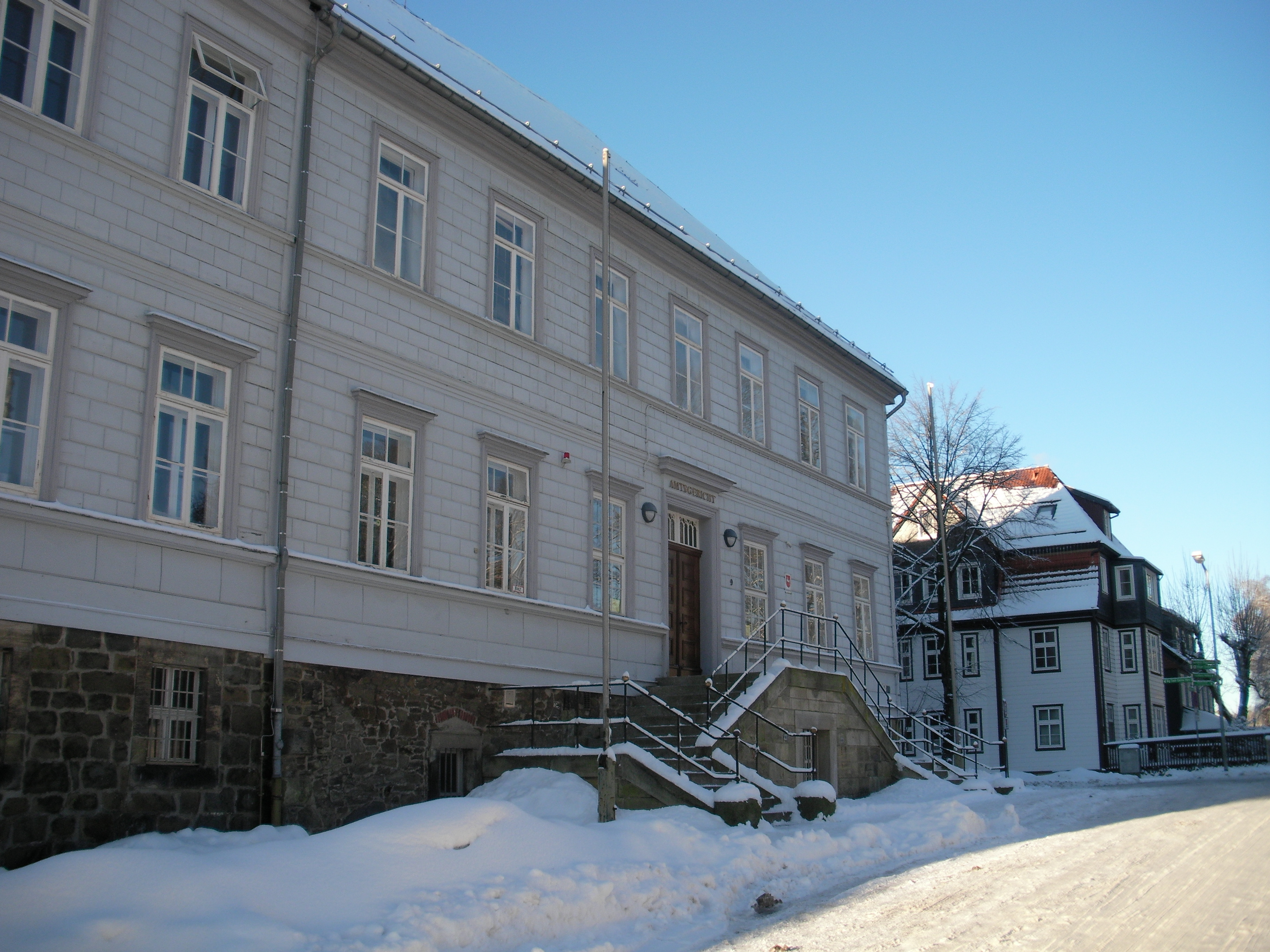
Gebäude der Kreisverwaltung, heute Amtsgericht

Der Landkreis Zellerfeld war ein Landkreis in Niedersachsen. Im allgemeinen Sprachgebrauch wurde und wird er aufgrund seiner Kreisstadt auch fälschlich Landkreis Clausthal-Zellerfeld genannt.

## Nachbarkreise
Der Landkreis grenzte Anfang 1972 im Uhrzeigersinn im Nordwesten beginnend an die Landkreise Gandersheim und Goslar, an die kreisfreie Stadt Goslar und an die Exklave Bad Harzburg des Landkreises Wolfenbüttel (alle in Niedersachsen), an den Kreis Wernigerode (in der DDR) sowie an die Landkreise Blankenburg und Osterode am Harz (beide wiederum in Niedersachsen).

## Geschichte
| Lage des Kreises Zellerfeld in der Provinz Hannover (1905) | Lage des Kreises Zellerfeld in der Provinz Hannover (1905) |
| ---------------------------------------------------------- | ---------------------------------------------------------- |
|                                                            |                                                            |

Der Landkreis Zellerfeld wurde 1885 aus dem alten Amt Zellerfeld gebildet. Er wurde anlässlich der niedersächsischen Gebietsreform am 1. Juli 1972 aufgelöst und auf die Landkreise Osterode am Harz und Goslar aufgeteilt. Gleichzeitig wurden zahlreiche Gemeinden des Landkreises zusammengeschlossen.

## Einwohnerentwicklung
| Jahr | Einwohner | Quelle |
| ---- | --------- | ------ |
| 1890 | 29.100    | [ 5 ]  |
| 1900 | 29.592    | [ 5 ]  |
| 1910 | 28.860    | [ 5 ]  |
| 1925 | 29.013    | [ 5 ]  |
| 1939 | 27.952    | [ 5 ]  |
| 1950 | 41.547    | [ 5 ]  |
| 1960 | 35.500    | [ 5 ]  |
| 1970 | 33.700    | [ 6 ]  |
| 1971 | 34.200    | [ 7 ]  |

## Landräte
- 1885–1889 Georg Grahn (1833–1889)
- 1889–1890 August Dencker, kommissarisch (1828–1911)
- 1890–1906 Karl Loos († 1926)
- 1906–1921 Hans Wilhelm von Lücken (1890–1939)
- 1921–1926 Hermann Schropp
- 1926–1928 Emil Neugebauer (1890–1939)
- 1928–1933 Paul Curtze (* 1894)
- 1933–1936 Karl Ferdinand Edler von der Planitz (1893–1945)
- 1936–1938 Heino Schröder
- 1938–1941 Heinrich Molsen[8]
- 1941–1942 Heinrich Bork (vertretungsweise)[8]
- 1942–1945 Hans von Schönfeldt, von Juli 1942 bis 1. Oktober 1942, danach vertretungsweise[8]
- 1942–1943 Hans Möllenhoff, hat die Geschäfte aufgrund des geleisteten Wehrdienstes nie übernommen[8]
- Ende 1945 von der Schulenburg (vertretungsweise)[8]
- 1945 Rudolf Sachse, vorher Landrat im Kreis Spremberg[8]
- 1945–1946 Dr. Merck, zum Oberkreisdirektor ernannt[8]
- 1946–1946 Wilhelm Schreyer, durch die Militärregierung als Nachfolger von Dr. Merck eingesetzt[8]
- 1946–1948 Paul Wildemann[8]
- 1948–1949 Gerhard Busch[8]

## Altgemeinden
Die folgende Tabelle listet alle Altgemeinden des Landkreises Zellerfeld und ihre heutige Zugehörigkeit:
| Altgemeinde              | heutige Gemeinde     | Datum der Eingemeindung | heutiger Landkreis |
| ------------------------ | -------------------- | ----------------------- | ------------------ |
| Altenau                  | Clausthal-Zellerfeld | 1. Januar 2015          | Goslar             |
| Bad Grund (Harz)         | Bad Grund (Harz)     |                         | Göttingen          |
| Buntenbock               | Clausthal-Zellerfeld | 1. Juli 1972            | Goslar             |
| Clausthal                | Clausthal-Zellerfeld | 1924                    | Goslar             |
| Clausthal-Zellerfeld     | Clausthal-Zellerfeld |                         | Goslar             |
| Hahnenklee-Bockswiese    | Goslar               | 1. Juli 1972            | Goslar             |
| Lautenthal               | Langelsheim          | 1. Juli 1972            | Goslar             |
| Lerbach                  | Osterode am Harz     | 1. Juli 1972            | Göttingen          |
| Lonau                    | Herzberg am Harz     | 1. Juli 1972            | Göttingen          |
| Lonauerhammerhütte       | Herzberg am Harz     | 1. Oktober 1937         | Göttingen          |
| Riefensbeek-Kamschlacken | Osterode am Harz     | 1. Juli 1972            | Göttingen          |
| Sankt Andreasberg        | Braunlage            | 1. November 2011        | Goslar             |
| Schulenberg im Oberharz  | Clausthal-Zellerfeld | 1. Januar 2015          | Goslar             |
| Sieber                   | Herzberg am Harz     | 1. Juli 1972            | Göttingen          |
| Wildemann                | Clausthal-Zellerfeld | 1. Januar 2015          | Goslar             |
| Zellerfeld               | Clausthal-Zellerfeld | 1924                    | Goslar             |

## Kfz-Kennzeichen
Am 1. Juli 1956 wurde dem Landkreis bei der Einführung der bis heute gültigen Kfz-Kennzeichen das Unterscheidungszeichen CLZ zugewiesen. Es leitet sich von der einstigen Kreisstadt Clausthal-Zellerfeld ab und wurde bis zum 11. Oktober 1972 ausgegeben. Aufgrund der Kennzeichenliberalisierung ist es seit dem 15. November 2012 wieder im Landkreis Goslar erhältlich.